# Poecilochaetus paratropicus
Poecilochaetus paratropicus är en ringmaskart som beskrevs av José María Alfono Félix Gallardo 1968. Poecilochaetus paratropicus ingår i släktet Poecilochaetus och familjen Poecilochaetidae. Inga underarter finns listade i Catalogue of Life.